# Bains-douches de Thouars
Les bains-douches de Thouars sont un édifice situé sur la commune française de Thouars, dans les Deux-Sèvres. Destinés à l'hygiène de la population défavorisée de la ville, ils proposent aussi un lavoir. 

## Histoire
Déjà évoquée avant la Première Guerre mondiale, la construction de bains-douches dans la ville cheminote de Thouars n'est finalement validée qu'en 1923, à une époque où la population ouvrière s'accroit et ne dispose pas de salle de bains à domicile,,. Le projet est ralenti par des employés des chemins de fer de l'État qui estiment que l'opération n'est pas rentable en raison d'un emplacement mal choisi et d'un coût trop élevé, malgré des subventions promises par le ministère de l'Intérieur. Cette opposition pousse la ville à modifier le projet d'origine. 
Édifié finalement entre 1927 et 1929 par l'architecte parisien Louis Lablaude,, le bâtiment est construit à l'emplacement d'une ancienne tour médiévale,. Cependant, la conception de son toit pose des problèmes d'étanchéité récurrents. 
Pendant la Seconde Guerre mondiale, l'établissement est occupé par les troupes allemandes, ; l'accès pour le reste de la population est encore possible le dimanche, jusqu'à ce que le charbon vienne à manquer.  
L'établissement est à nouveau fréquenté après la Libération, mais l'attrait pour les bains-douches diminue à partir des années 1960 et 1970, de plus en plus de foyers étant équipés d'une salle d'eau. En 1974, la ville de Thouars décide de ne plus ouvrir les bains-douches qu'un jour par semaine, le samedi.  
Le 4 octobre 1993, le conseil municipal vote la fermeture définitive du bâtiment, qui est effective en 1994. Les derniers employés municipaux à tenir l'établissement sont Lucien Gault et Joël Letard. 

## Architecture et organisation
Le bâtiment est de style Art déco. Le toit est fait de plusieurs terrasses en béton armé. L'espace bains-douches, localisé au premier étage, est divisé sur les plans originaux — modifiés en raison des contraintes budgétaires — en 17 cabines de douche, 4 bains et un appartement de fonction pour le concierge, de bonne taille. 
Un lavoir est également disponible pour la population. 

## Protection et valorisation postérieures
Le bâtiment accueille aussi Les Restaurants du Cœur, qui restent présents au rez-de-chaussée malgré la fermeture de l'édifice.
Le bâtiment a conservé ses baignoires, ses cabines de douches, ses sabliers sur les portes et ses carreaux bleus et blancs. Il est l'un des derniers bains-douches conservés en l'état dans le Grand Ouest.
Le bâtiment des anciens bains-douches de Thouars obtient le label « Patrimoine du XXe siècle » en 2015 puis le label « Architecture contemporaine remarquable ». Il est inscrit au titre des monuments historiques depuis le 7 novembre 2022,.

## Galerie

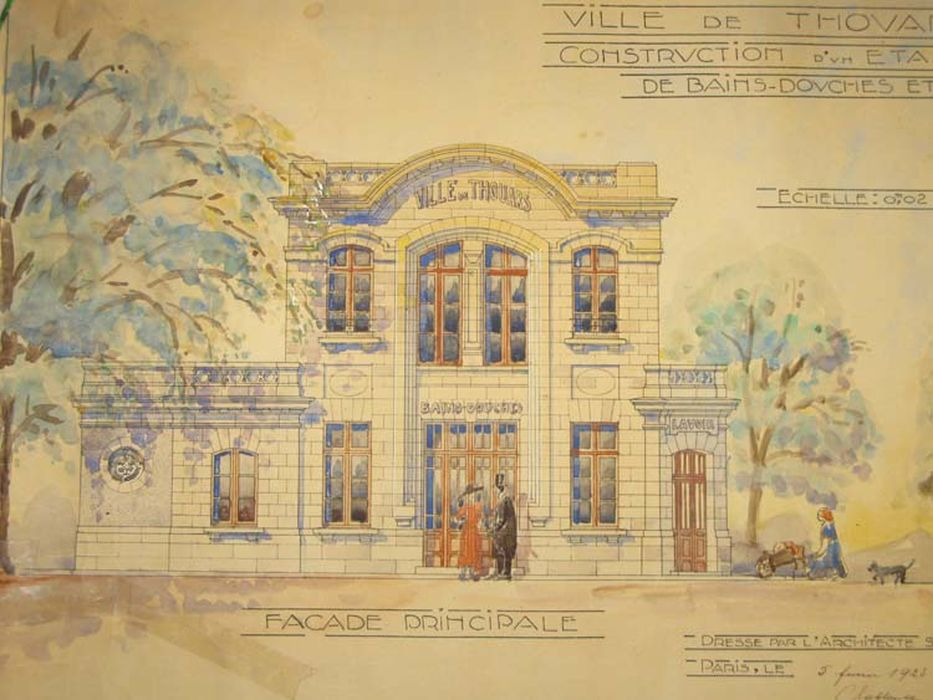
Plan de la façade principale des bains-douches de Thouars dessiné par l'architecte Louis Lablaude en 1925.